# Eleições legislativas portuguesas de 1985 no distrito de Viana do Castelo
| Eleições legislativas portuguesas de 1985 Distritos: Aveiro \| Beja \| Braga \| Bragança \| Castelo Branco \| Coimbra \| Évora \| Faro \| Guarda \| Leiria \| Lisboa \| Portalegre \| Porto \| Santarém \| Setúbal \| Viana do Castelo \| Vila Real \| Viseu \| Açores \| Madeira \| Estrangeiro |

## Resultados por Concelho
Os resultados nos concelhos do Distrito de Viana do Castelo foram os seguintes:

### Arcos de Valdevez
| Partido                 | Partido                                | Votos  | %               | +/-     |
| ----------------------- | -------------------------------------- | ------ | --------------- | ------- |
|                         | Partido Social Democrata               | 5 875  | 41,69 / 100,00  | 0,99    |
|                         | Partido Socialista                     | 2 837  | 20,13 / 100,00  | 8,30    |
|                         | Centro Democrático e Social            | 2 439  | 17,31 / 100,00  | 1,24    |
|                         | Partido Renovador Democrático          | 1 121  | 7,95 / 100,00   | Novo    |
|                         | Aliança Povo Unido                     | 524    | 3,72 / 100,00   | 0,70    |
|                         | União Democrática Popular              | 190    | 1,35 / 100,00   | 1,09    |
|                         | Partido Operário de Unidade Socialista | 171    | 1,21 / 100,00   | 0,87    |
|                         | Outros                                 | 395    | 2,81 / 100,00   |         |
| Votos Inválidos         | Votos Inválidos                        | 540    | 3,83 / 100,00   | Estável |
| Total                   | Total                                  | 14 092 | 100,00 / 100,00 |         |
| Eleitorado/Participação | Eleitorado/Participação                | 23 618 | 59,67 / 100,00  | 5,22    |

### Caminha
| Partido                 | Partido                       | Votos  | %               | +/-   |
| ----------------------- | ----------------------------- | ------ | --------------- | ----- |
|                         | Partido Socialista            | 3 032  | 30,73 / 100,00  | 16,86 |
|                         | Partido Social Democrata      | 2 400  | 24,32 / 100,00  | 0,26  |
|                         | Partido Renovador Democrático | 2 053  | 20,81 / 100,00  | Novo  |
|                         | Aliança Povo Unido            | 834    | 8,45 / 100,00   | 2,82  |
|                         | Centro Democrático e Social   | 788    | 7,99 / 100,00   | 2,50  |
|                         | União Democrática Popular     | 105    | 1,06 / 100,00   | 0,44  |
|                         | Outros                        | 336    | 3,41 / 100,00   |       |
| Votos Inválidos         | Votos Inválidos               | 319    | 3,23 / 100,00   | 0,25  |
| Total                   | Total                         | 9 867  | 100,00 / 100,00 |       |
| Eleitorado/Participação | Eleitorado/Participação       | 13 073 | 75,48 / 100,00  | 1,44  |

### Melgaço
| Partido                 | Partido                       | Votos  | %               | +/-  |
| ----------------------- | ----------------------------- | ------ | --------------- | ---- |
|                         | Partido Socialista            | 2 156  | 34,97 / 100,00  | 7,47 |
|                         | Partido Social Democrata      | 1 934  | 31,37 / 100,00  | 1,78 |
|                         | Centro Democrático e Social   | 937    | 15,20 / 100,00  | 1,73 |
|                         | Partido Renovador Democrático | 437    | 7,09 / 100,00   | Novo |
|                         | Aliança Povo Unido            | 204    | 3,31 / 100,00   | 0,81 |
|                         | Partido da Democracia Cristã  | 74     | 1,20 / 100,00   | 0,02 |
|                         | Outros                        | 215    | 3,49 / 100,00   |      |
| Votos Inválidos         | Votos Inválidos               | 209    | 3,39 / 100,00   | 0,45 |
| Total                   | Total                         | 6 166  | 100,00 / 100,00 |      |
| Eleitorado/Participação | Eleitorado/Participação       | 10 555 | 58,42 / 100,00  | 2,90 |

### Monção
| Partido                 | Partido                       | Votos  | %               | +/-   |
| ----------------------- | ----------------------------- | ------ | --------------- | ----- |
|                         | Partido Social Democrata      | 4 056  | 33,93 / 100,00  | 6,98  |
|                         | Centro Democrático e Social   | 2 706  | 22,63 / 100,00  | 7,98  |
|                         | Partido Socialista            | 2 253  | 18,85 / 100,00  | 12,45 |
|                         | Partido Renovador Democrático | 1 651  | 13,81 / 100,00  | Novo  |
|                         | Aliança Povo Unido            | 428    | 3,58 / 100,00   | 0,40  |
|                         | Partido da Democracia Cristã  | 133    | 1,11 / 100,00   | 0,06  |
|                         | Outros                        | 362    | 3,02 / 100,00   |       |
| Votos Inválidos         | Votos Inválidos               | 366    | 3,07 / 100,00   | 0,20  |
| Total                   | Total                         | 11 955 | 100,00 / 100,00 |       |
| Eleitorado/Participação | Eleitorado/Participação       | 18 806 | 63,57 / 100,00  | 3,37  |

### Paredes de Coura
| Partido                 | Partido                                | Votos | %               | +/-   |
| ----------------------- | -------------------------------------- | ----- | --------------- | ----- |
|                         | Partido Social Democrata               | 1 858 | 34,67 / 100,00  | 1,90  |
|                         | Partido Socialista                     | 1 485 | 27,71 / 100,00  | 17,05 |
|                         | Partido Renovador Democrático          | 889   | 16,59 / 100,00  | Novo  |
|                         | Centro Democrático e Social            | 323   | 6,03 / 100,00   | 0,87  |
|                         | Aliança Povo Unido                     | 316   | 5,90 / 100,00   | 1,41  |
|                         | Partido Operário de Unidade Socialista | 67    | 1,25 / 100,00   | 0,76  |
|                         | União Democrática Popular              | 64    | 1,19 / 100,00   | 0,79  |
|                         | Partido Socialista Revolucionário      | 63    | 1,18 / 100,00   | 0,40  |
|                         | Partido da Democracia Cristã           | 59    | 1,10 / 100,00   | 0,25  |
|                         | Outros                                 | 64    | 1,20 / 100,00   |       |
| Votos Inválidos         | Votos Inválidos                        | 171   | 3,20 / 100,00   | 0,15  |
| Total                   | Total                                  | 5 359 | 100,00 / 100,00 |       |
| Eleitorado/Participação | Eleitorado/Participação                | 8 869 | 60,42 / 100,00  | 5,72  |

### Ponte da Barca
| Partido                 | Partido                       | Votos  | %               | +/-  |
| ----------------------- | ----------------------------- | ------ | --------------- | ---- |
|                         | Partido Social Democrata      | 3 335  | 45,17 / 100,00  | 1,48 |
|                         | Partido Socialista            | 1 543  | 20,90 / 100,00  | 9,36 |
|                         | Centro Democrático e Social   | 1 231  | 16,67 / 100,00  | 0,96 |
|                         | Partido Renovador Democrático | 576    | 7,80 / 100,00   | Novo |
|                         | Aliança Povo Unido            | 212    | 2,87 / 100,00   | 0,68 |
|                         | Partido da Democracia Cristã  | 78     | 1,06 / 100,00   | 0,06 |
|                         | Outros                        | 207    | 2,81 / 100,00   |      |
| Votos Inválidos         | Votos Inválidos               | 202    | 2,73 / 100,00   | 0,57 |
| Total                   | Total                         | 7 384  | 100,00 / 100,00 |      |
| Eleitorado/Participação | Eleitorado/Participação       | 10 767 | 68,58 / 100,00  | 4,40 |

### Ponte de Lima
| Partido                 | Partido                       | Votos  | %               | +/-  |
| ----------------------- | ----------------------------- | ------ | --------------- | ---- |
|                         | Partido Social Democrata      | 9 573  | 37,93 / 100,00  | 3,51 |
|                         | Centro Democrático e Social   | 7 408  | 29,35 / 100,00  | 3,74 |
|                         | Partido Socialista            | 3 147  | 12,47 / 100,00  | 9,33 |
|                         | Partido Renovador Democrático | 2 376  | 9,41 / 100,00   | Novo |
|                         | Aliança Povo Unido            | 1 243  | 4,92 / 100,00   | 0,40 |
|                         | Partido da Democracia Cristã  | 273    | 1,08 / 100,00   | 0,24 |
|                         | Outros                        | 583    | 2,30 / 100,00   |      |
| Votos Inválidos         | Votos Inválidos               | 638    | 2,52 / 100,00   | 0,25 |
| Total                   | Total                         | 25 241 | 100,00 / 100,00 |      |
| Eleitorado/Participação | Eleitorado/Participação       | 31 626 | 79,81 / 100,00  | 2,18 |

### Valença
| Partido                 | Partido                       | Votos  | %               | +/-   |
| ----------------------- | ----------------------------- | ------ | --------------- | ----- |
|                         | Partido Social Democrata      | 3 350  | 43,96 / 100,00  | 7,57  |
|                         | Partido Socialista            | 1 639  | 21,51 / 100,00  | 15,52 |
|                         | Partido Renovador Democrático | 941    | 12,35 / 100,00  | Novo  |
|                         | Centro Democrático e Social   | 861    | 11,30 / 100,00  | 4,63  |
|                         | Aliança Povo Unido            | 278    | 3,65 / 100,00   | 0,64  |
|                         | Partido da Democracia Cristã  | 77     | 1,01 / 100,00   | 0,14  |
|                         | Outros                        | 250    | 3,29 / 100,00   |       |
| Votos Inválidos         | Votos Inválidos               | 225    | 2,95 / 100,00   | 0,10  |
| Total                   | Total                         | 7 621  | 100,00 / 100,00 |       |
| Eleitorado/Participação | Eleitorado/Participação       | 10 876 | 70,07 / 100,00  | 1,99  |

### Viana do Castelo
| Partido                 | Partido                       | Votos  | %               | +/-   |
| ----------------------- | ----------------------------- | ------ | --------------- | ----- |
|                         | Partido Social Democrata      | 12 936 | 26,91 / 100,00  | 0,87  |
|                         | Partido Renovador Democrático | 11 820 | 24,59 / 100,00  | Novo  |
|                         | Aliança Povo Unido            | 7 309  | 15,21 / 100,00  | 3,37  |
|                         | Partido Socialista            | 6 626  | 13,79 / 100,00  | 19,13 |
|                         | Centro Democrático e Social   | 6 211  | 12,92 / 100,00  | 1,06  |
|                         | Partido da Democracia Cristã  | 500    | 1,04 / 100,00   | 0,11  |
|                         | Outros                        | 1 352  | 2,81 / 100,00   |       |
| Votos Inválidos         | Votos Inválidos               | 1 309  | 2,72 / 100,00   | 0,36  |
| Total                   | Total                         | 48 063 | 100,00 / 100,00 |       |
| Eleitorado/Participação | Eleitorado/Participação       | 60 853 | 78,98 / 100,00  | 2,40  |

### Vila Nova de Cerveira
| Partido                 | Partido                                | Votos | %               | +/-   |
| ----------------------- | -------------------------------------- | ----- | --------------- | ----- |
|                         | Partido Social Democrata               | 1 904 | 36,32 / 100,00  | 7,05  |
|                         | Partido Socialista                     | 1 193 | 22,75 / 100,00  | 13,94 |
|                         | Partido Renovador Democrático          | 1 033 | 19,70 / 100,00  | Novo  |
|                         | Centro Democrático e Social            | 437   | 8,33 / 100,00   | 1,61  |
|                         | Aliança Povo Unido                     | 238   | 4,54 / 100,00   | 1,54  |
|                         | Partido da Democracia Cristã           | 69    | 1,32 / 100,00   | 0,77  |
|                         | Partido Operário de Unidade Socialista | 66    | 1,26 / 100,00   | 1,07  |
|                         | Outros                                 | 137   | 2,61 / 100,00   |       |
| Votos Inválidos         | Votos Inválidos                        | 166   | 3,17 / 100,00   | 0,35  |
| Total                   | Total                                  | 5 243 | 100,00 / 100,00 |       |
| Eleitorado/Participação | Eleitorado/Participação                | 7 129 | 73,54 / 100,00  | 4,86  |